# Jacek Popiel (teatrolog)
Jacek Józef Popiel (ur. 1 sierpnia 1954 w Krakowie) – polski teatrolog i literaturoznawca, profesor nauk humanistycznych, w latach 1996–1999 i 1999–2002 rektor Państwowej Wyższej Szkoły Teatralnej im. Ludwika Solskiego w Krakowie, członek Polskiej Akademii Umiejętności, rektor Uniwersytetu Jagiellońskiego w kadencji 2020–2024.

## Życiorys
W 1977 ukończył studia polonistyczne na Uniwersytecie Jagiellońskim. Na uczelni tej odbył również studia podyplomowe z dziennikarstwa (1978). Doktoryzował się w 1985. Stopień naukowy doktora habilitowanego uzyskał w 1996 na UJ w oparciu o dorobek naukowy i pracę pt. Dramat a teatr polski XX-lecia międzywojennego. Tytuł naukowy profesora nauk humanistycznych otrzymał 22 października 2007.
Od 1977 zatrudniony na Uniwersytecie Jagiellońskim, na którym doszedł do stanowiska profesora zwyczajnego (2012), a po zmianach prawnych – profesora. Na UJ objął kierownictwo Katedry Teatru i Dramatu. W latach 2002–2005 był dyrektorem Instytutu Polonistyki, zaś w latach 2005–2012 dziekanem Wydziału Polonistyki. W kadencjach 2012–2016 i 2016–2020 pełnił funkcję prorektora UJ do spraw polityki kadrowej i finansowej. 12 maja 2020 został wybrany na rektora Uniwersytetu Jagiellońskiego w kadencji 2020–2024.
Od 1978 związany również z Państwową Wyższą Szkołą Teatralną im. Ludwika Solskiego w Krakowie, przekształconą w Akademię Sztuk Teatralnych im. Stanisława Wyspiańskiego. Na uczelni tej był w latach 1990–1993 dziekanem Wydziału Aktorskiego, zaś w kadencjach 1996–1999 i 1999–2002 zajmował stanowisko rektora.
Specjalizuje się w historii dramatu i teatru polskiego od XIX–XXI w., dziejach szkolnictwa teatralnego oraz edycji naukowej tekstów literackich. Opublikował ponad 200 prac, w tym sześć książek autorskich, a jego teksty tłumaczone były na inne języki. Autor kilku scenariuszy teatralnych oraz sztuki pt. Doktor Korczak, wystawionej m.in. w Tokio. Twórca i dyrektor artystyczny Festiwalu „Dramaty Narodów”.
Jest członkiem korespondentem Polskiej Akademii Umiejętności (Wydziału I Filologicznego). Został też członkiem Komitetu Nauk o Literaturze PAN. W latach 1999–2002 był wiceprzewodniczącym Konferencji Rektorów Uczelni Artystycznych, a w latach 2011–2014 wchodził w skład Rady Narodowego Programu Rozwoju Humanistyki.

## Odznaczenia i wyróżnienia
Ordery i odznaczenia
- Krzyż Kawalerski Orderu Odrodzenia Polski (za wybitne osiągnięcia w pracy naukowo-badawczej i działalności dydaktycznej, za zasługi na rzecz rozwoju nauki, 2012)[5]
- Srebrny Krzyż Zasługi (2002)[6]
- Złoty Medal „Zasłużony Kulturze Gloria Artis” (2007)[1]
- Złoty Medal „Zasłużony dla Nauki Polskiej Sapientia et Veritas” (2023)[7]

Nagrody i wyróżnienia
- Nagroda Krakowska Książka Miesiąca za Dramat a teatr polski dwudziestolecia międzywojennego (kwiecień 1996)[8]
- Prix Jean-Paul II Europe Chrétienne (2015)[9]
- Doktorat honoris causa Uniwersytetu Jana Kochanowskiego w Kielcach (2023)[10]